# Jurij Gidzenko
Jurij Pawłowicz Gidzenko (ros. Юрий Павлович Гидзенко, ur. 26 marca 1962 we wsi Jełaniec w obwodzie mikołajowskim) – rosyjski kosmonauta, Bohater Federacji Rosyjskiej.

## Życiorys
Urodził się w ukraińskiej rodzinie jako syn wykładowcy w szkole wojskowej. Do 1979 skończył 10 klas szkoły w Kiszyniowie, a w 1983 wyższą wojskową lotniczą szkołę pilotów w Charkowie i został lotnikiem pułku myśliwskiego w Tyraspolu. Latał samolotami L-39, MiG-21 i MiG-23M, uzyskał nalot ponad 700 godzin i wykonał 145 skoków spadochronowych.
W październiku 1987 został włączony do oddziału kosmonautów Centrum Wyszkolenia Kosmonautów im. J. Gagarina jako kandydat na kosmonautę-badacza i od grudnia 1987 do czerwca 1989 przechodził przysposobienie, po czym w sierpniu 1989 został wyznaczony kosmonautą-badaczem 1 oddziału kosmonautów. W latach 1989–1994 przechodził szkolenie w składzie grupy kosmonautów programu lotów na stację kosmiczną Mir, w 1994 ukończył Moskiewski Państwowy Uniwersytet Geodezji i Kartografii i uczył się na zaocznej aspiranturze tego uniwersytetu.
Od sierpnia do października 1994 przechodził przygotowanie do lotu jako dowódca drugiej (dublującej) załogi na stację Mir wraz z Siergiejem Awdiejewem i Hiszpanem P. Duque, a od grudnia 1994 do sierpnia 1995 jako dowódca głównej załogi statku Sojuz TM-22 na stację Mir wraz z Awdiejewem i od kwietnia Amerykaninem Thomasem Reiterem. Od 3 września 1995 do 29 lutego 1996 wykonywał swój pierwszy lot kosmiczny jako dowódca statku Sojuz TM-22 i stacji kosmicznej Mir wraz z Awdiejewem i Reiterem, wykonał wówczas jeden spacer kosmiczny i raz pracował w rozhermetyzowanej komorze. Spędził w kosmosie 179 dni, jedną godzinę, 41 minut i 46 sekund.
Od sierpnia do października 1996 przechodził przysposobienie jako dowódca głównej załogi stacji kosmicznej Mir wraz z Pawłem Winogradowem, jednak w październiku 1996 został przeniesiony do drugiego programu lotu i od października 1996 do października 2000 szkolił się jako dowódca statku Sojuz-TM w składzie głównej załogi pierwszej ekspedycji na Międzynarodową Stację Kosmiczną wraz z Siergiejem Krikalowem i Amerykaninem Williamem Shepherdem. 30 kwietnia 1997 otrzymał stopień pułkownika. Od 31 października 2000 do 21 marca 2001 wykonywał swój drugi lot kosmiczny, jako dowódca statku Sojuz TM-31 i pilot Międzynarodowej Stacji Kosmicznej programu pierwszej głównej ekspedycji Międzynarodowej Stacji Kosmicznej. Przebywał na stacji od 2 listopada 2000 do 19 marca 2001. Na Ziemię powrócił wahadłowcem Discovery wykonującym misję STS-102. Spędził w kosmosie 140 dni, 23 godziny, 40 minut i 19 sekund.
W czerwcu 2001 został zastępcą I Zarządu Centrum Wyszkolenia Kosmonautów im. Gagarina, od sierpnia 2001 przechodził przysposobienie jako dowódca załogi trzeciej rosyjskiej ekspedycji na Międzynarodową Stację Kosmiczną wraz z Roberto Vittorim i Markiem Shuttleworthem. Od 25 kwietnia do 5 maja 2002 wykonał z nimi swój trzeci kosmiczny lot jako dowódca statku, startując statkiem Sojuz TM-34 i lądując statkiem Sojuz TM-33. Spędził wówczas w kosmosie 9 dni, 21  godzin, 25 minut i 18 sekund.
Łącznie spędził w kosmosie 329 dni, 22 godziny, 47 minut i 22 sekundy.
W grudniu 2003 został szefem 3 Zarządu Centrum Wyszkolenia Kosmonautów im. Gagarina, w styczniu 2004 został wyłączony z oddziału kosmonautów. 1 kwietnia 1996 otrzymał tytuł lotnika-kosmonauty Federacji Rosyjskiej, 21 sierpnia 1984 lotnika wojskowego 3 klasy, a 25 stycznia 1990 został instruktorem przysposobienia spadochronowo-desantowego. Posiada także tytuł kosmonauty 1 klasy.
Mieszka w Moskwie. Jest żonaty, ma dwójkę dzieci.

## Odznaczenia
- Bohater Federacji Rosyjskiej (1 kwietnia 1996)
- Order „Za zasługi dla Ojczyzny” II klasy (2 sierpnia 2004)
- Order Za zasługi dla Ojczyzny IV klasy (5 kwietnia 2002)
- Order „Za zasługi wojskowe” (2 marca 2000)
- Lotnik-Kosmonauta Federacji Rosyjskiej
- NASA Distinguished Public Service Medal (NASA, 2003)

I medale.
- Universal Astronaut Insignia za lot orbitalny (nr 329) – Stowarzyszenie Uczestników Lotów Kosmicznych (Association of Space Explorers(inne języki))[1]

## Wykaz lotów
| Loty kosmiczne, w których uczestniczył Jurij Gidzenko                      | Loty kosmiczne, w których uczestniczył Jurij Gidzenko | Loty kosmiczne, w których uczestniczył Jurij Gidzenko | Loty kosmiczne, w których uczestniczył Jurij Gidzenko | Loty kosmiczne, w których uczestniczył Jurij Gidzenko | Loty kosmiczne, w których uczestniczył Jurij Gidzenko  | Loty kosmiczne, w których uczestniczył Jurij Gidzenko |
| №                                                                          | Data startu                                           | Statek kosmiczny                                      | Data lądowania                                        | Statek kosmiczny                                      | Funkcja                                                | Czas trwania                                          |
| -------------------------------------------------------------------------- | ----------------------------------------------------- | ----------------------------------------------------- | ----------------------------------------------------- | ----------------------------------------------------- | ------------------------------------------------------ | ----------------------------------------------------- |
| 1                                                                          | 3 września 1995                                       | Sojuz TM-22                                           | 29 lutego 1996                                        | Sojuz TM-22                                           | dowódca Sojuza i stacji Mir                            | 179 dni 1 godzina 41 minut i 46 sekund                |
| 2                                                                          | 31 października 2000                                  | Sojuz TM-31                                           | 21 marca 2001                                         | STS-102 Discovery F-29                                | dowódca Sojuza, inżynier pokładowy Ekspedycji 1 na ISS | 140 dni 23 godzin 40 minut i 19 sekund                |
| 3                                                                          | 25 kwietnia 2002                                      | Sojuz TM-34                                           | 5 maja 2002                                           | Sojuz TM-33                                           | dowódca Sojuza                                         | 9 dni 21 godzin 25 minut i 18 sekund                  |
| Łączny czas spędzony w kosmosie – 329 dni 22 godziny 47 minut i 22 sekundy |                                                       |                                                       |                                                       |                                                       |                                                        |                                                       |